# Schlacht von Jieting
Sishui-Pass – Hulao-Pass – Jieqiao – Guandu – Changban – Chibi – Tong-Tor – Hefei – Dingjun – Fancheng – Xiaoting – Südliche Kampagne – Shiting – Jieting – Nördliche Expeditionen – Wu-Zhang-Ebene
Die Schlacht von Jieting war Teil der Nördlichen Expeditionen des Feldherrn Zhuge Liang.
Für die Versorgung der von Zhuge Liang geführten Truppen war Jieting ein Knotenpunkt. Daher sandte er seine Generäle Ma Su und Wang Ping als Aufseher dorthin. Aber Ma Su hörte nicht auf Wang Pings militärische Ratschläge. Indem er sich nur auf taktische Schriften verließ, wollte er den höchsten Punkt des Schlachtfeldes einnehmen und schlug das Lager am Gipfel auf. Den Rat von Wang Ping, wegen der günstigeren Wasserversorgung lieber im Tal zu lagern, schlug er aus. Durch diesen taktischen Fehler konnte der Wei-General Zhang He den Hügel umzingeln. Ma Su konnte zwar mit Wang Pings Hilfe durchbrechen, aber die Armee und das Lager waren verloren.
Wegen des Verlusts von Jieting wurde die Versorgung für Zhuge Liang äußerst heikel, so dass er zum Rückzug nach Hanzhong gezwungen war. Anschließend ließ er Ma Su für sein Versagen hinrichten, obwohl er ihn vorher wegen seiner Intelligenz geschätzt hatte.